# Боевая раскраска (фильм, 1926)
«Боевая раскраска» (англ. War paint) — американский немой фильм в жанре вестерна 1926 года, режиссёр фильма В. С. Ван Дайка, главную роль в фильме исполняли Тим Маккой и Полин Старк. Луис Б. Майер наблюдал за прибылью, полученной другими студиями с западными франшизами, такими как Tom Mix, Buck Jones или Hoot Gibson. Он выбрал настоящего армейского офицера, который жил с индейскими племенами, чтобы приехать в Голливуд в качестве советника в фильме 1922 года «Крытый фургон»: полковника Тимоти Джона Фицджеральда Маккоя. Его дебют в роли Тима Маккоя в фильме «Боевая раскраска» был объявлен как «Он настоящий Маккой!». В целях максимальной экономии фильм снимался одновременно на натуре с другим фильмом «Победители дикой природы». Фильм считается утерянным. Однако трейлер хранится в Библиотеке Конгресса.

## Краткий обзор
Индейский вождь Арапахо сбега́ет из резервации, где он жил, и берет с собой несколько своих воинов. За ними высылается кавалерия.

## В ролях
- Тим Маккой в роли лейтенанта Тима Маршалл
- Полин Старке в роли Полли Хопкинс
- Чарльз К. Френч в роли майора Хопкинса (в роли Чарльза Френча)
- Вождь Йолачи в роли Железноглазого
- Уайтхорс в роли Белого Ястреба (в роли вождя Уайтхорса)
- Карл Дейн в роли Петерсена